# ICC Women’s World Twenty20 2009
Die ICC World Women’s Twenty20 2009 war die erste Weltmeisterschaft im Twenty20-Cricket der Frauen und fand parallel zur Weltmeisterschaft der Männer vom 11. bis 21. Juni 2009 in England statt. Im Finale konnte sich England gegen Neuseeland mit 6 Wickets durchsetzen.

## Teilnehmer
Als Teilnehmer wurden die Mannschaften zugelassen, die auch bei der Weltmeisterschaft 2009 startberechtigt waren:
| - Australien - Pakistan | - England - Südafrika | - Indien - Sri Lanka | - Neuseeland - West Indies |

## Format
In die zwei Vorrundengruppen wurden jeweils vier Teams gelost, in denen Jeder gegen Jeden jeweils ein Spiel absolviert. Dabei gibt es für die siegreiche Mannschaft zwei Punkte, für die unterlegene keinen. Kann kein Sieger festgestellt werden (beispielsweise durch Regenabbruch) erhielten beide Mannschaften je einen Punkt. Nach der Vorrunde qualifizieren sich jeweils die besten beiden Mannschaften beider Gruppen für das Halbfinale. Die beiden Sieger der Halbfinals spielen anschließend das Finale aus.

## Austragungsorte
Während die Vorrundenspiele auf dem County Ground in Taunton ausgetragen wurden, fanden Halbfinale und Finale am gleichen Tag und Ort statt wie bei den Männern.
| Stadion               | Stadt      | Kapazität | Spiele     |
| --------------------- | ---------- | --------- | ---------- |
| The Oval              | London     | 23.500    | Halbfinale |
| Lord’s Cricket Ground | London     | 30.000    | Finale     |
| Trent Bridge          | Nottingham | 15.350    | Halbfinale |
| County Ground         | Taunton    | 8.500     | Vorrunde   |

## Kaderlisten
England benannte seinen Kader am 6. April 2009.
Südafrika benannte seinen Kader am 28. April 2009.
Indien benannte seinen Kader am 28. April 2009.
Neuseeland benannte seinen Kader am 30. April 2009.
Pakistan benannte seinen Kader am 4. Mai 2009.
Sri Lanka benannte seinen Kader am 8. Mai 2009.
Die West Indies benannten ihren Kader am 12. Mai 2009.
| Australien | England | Indien | Neuseeland |
| --- | --- | --- | --- |
| - Karen Rolton (K) - Sarah Andrews - Alex Blackwell - Jessica Cameron - Lauren Ebsary - Rene Farrell - Jodie Fields (wk) - Shelley Nitschke - Erin Osborne - Ellyse Perry - Kirsten Pike - Leah Poulton - Lisa Sthalekar - Elyse Villani | - Charlotte Edwards (K) - Caroline Atkins - Katherine Brunt - Holly Colvin - Lydia Greenway - Isa Guha - Jenny Gunn - Danielle Hazell - Laura Marsh - Beth Morgan - Ebony-Jewel Rainford-Brent - Nicki Shaw - Claire Taylor - Sarah Taylor (wk)                             | - Jhulan Goswami (K) - Amita Sharma (VK) - Anjum Chopra - Anagha Deshpande (wk) - Rumeli Dhar - Harmanpreet Kaur - Latika Kumari - Reema Malhotra - Babita Mandlik - Sulakshana Naik (wk) - Mithali Raj - Poonam Raut - Priyanka Roy - Gouher Sultana                                       | - Aimee Watkins (K) - Amy Satterthwaite (VK) - Suzie Bates - Nicola Browne - Saskia Bullen - Sophie Devine - Lucy Doolan - Victoria Lind - Sara McGlashan - Katey Martin - Rachel Priest (wk) - Kate Pulford - Sian Ruck - Sarah Tsukigawa               |
| Pakistan | Südafrika | Sri Lanka | West Indies |
| - Sana Mir (K) - Nain Abidi (VK) - Almas Akram - Armaan Khan - Asmavia Iqbal - Batool Fatima - Bismah Maroof - Javeria Khan - Marina Iqbal - Naila Nazir - Nazia Sadiq - Qanita Jalil - Sajjida Shah - Urooj Mumtaz                      | - Sunette Loubser (K) - Alicia Smith (VK) - Susan Benade - Cri-zelda Brits - Trisha Chetty (wk) - Dinesha Devnarain - Mignon du Preez - Shandre Fritz - Shabnim Ismail - Marizanne Kapp - Ashlyn Kilowan - Marcia Letsoalo - Charlize van der Westhuizen - Dané van Niekerk | - Chamari Polgampola (K) - Eshani Kaushalya (VK) - Sanduni Abeywickrama - Chamari Athapaththu - Chamika Bandara - Hiruka Fernando - Rose Fernando - Sumudu Fernando - Inoka Galagedara - Sadamali Kumuduni - Dilani Manodara - Udeshika Prabodhani - Deepika Rasangika - Sripali Weerakkody | - Merissa Aguilleira (K, wk) - Kirbyina Alexander - Shanel Daley - Deandra Dottin - Cordel Jack - Stacy-Ann King - Pamela Lavine - Debbie-Ann Lewis - Anisa Mohammed - Juliana Nero - Shakera Selman - Danielle Small - Charlene Taitt - Stafanie Taylor |

## Turnier

### Vorrunde

#### Gruppe A
Tabelle
| Gruppe A    | Sp. | S | N | NR | P | NRR    |
| ----------- | --- | - | - | -- | - | ------ |
| Neuseeland  | 3   | 3 | 0 | 0  | 6 | +1.676 |
| Australien  | 3   | 2 | 1 | 0  | 4 | +0.242 |
| West Indies | 3   | 1 | 2 | 0  | 2 | −1.137 |
| Südafrika   | 3   | 0 | 3 | 0  | 0 | −0.742 |

Spiele
| 11. Juni Scorecard | Taunton | West Indies 123-7 (20)         | – | Südafrika 119 (19.4) |
|                    |         | West Indies gewinnt mit 4 Runs |   |                      |

| 12. Juni Scorecard | Taunton | Australien 123-8 (20)            | – | Neuseeland 127-1 (16.2) |
|                    |         | Neuseeland gewinnt mit 9 Wickets |   |                         |

| 13. Juni Scorecard | Taunton | Neuseeland 158-6 (20)          | – | West Indies 106-7 (20) |
|                    |         | Neuseeland gewinnt mit 52 Runs |   |                        |

| 14. Juni Scorecard | Taunton | West Indies 135-8 (20)           | – | Australien 136-2 (17.2) |
|                    |         | Australien gewinnt mit 8 Wickets |   |                         |

| 15. Juni Scorecard | Taunton | Südafrika 124-4 (20)             | – | Neuseeland 127-4 (18.1) |
|                    |         | Neuseeland gewinnt mit 6 Wickets |   |                         |

| 16. Juni Scorecard | Taunton | Australien 164-6 (20)          | – | Südafrika 140-7 (20) |
|                    |         | Australien gewinnt mit 24 Runs |   |                      |

#### Gruppe B
Tabelle
| Gruppe B  | Sp. | S | N | NR | P | NRR    |
| --------- | --- | - | - | -- | - | ------ |
| England   | 3   | 3 | 0 | 0  | 6 | +2.738 |
| Indien    | 3   | 2 | 1 | 0  | 4 | −0.025 |
| Sri Lanka | 3   | 1 | 2 | 0  | 2 | −1.207 |
| Pakistan  | 3   | 0 | 3 | 0  | 0 | −1.481 |

Spiele
| 11. Juni Scorecard | Taunton | Indien 112-8 (20)              | – | England 113-0 (15.4) |
|                    |         | England gewinnt mit 10 Wickets |   |                      |

| 12. Juni Scorecard | Taunton | Pakistan 104-7 (20)             | – | Sri Lanka 105-6 (18.2) |
|                    |         | Sri Lanka gewinnt mit 4 Wickets |   |                        |

| 13. Juni Scorecard | Taunton | Pakistan 75 (19.5)           | – | Indien 78-5 (17.4) |
|                    |         | Indien gewinnt mit 5 Wickets |   |                    |

| 14. Juni Scorecard | Taunton | England 140-7 (20)          | – | Sri Lanka 69-8 (20) |
|                    |         | England gewinnt mit 71 Runs |   |                     |

| 15. Juni Scorecard | Taunton | Sri Lanka 94-6 (18/18)       | – | Indien 95-5 (16.5/18) |
|                    |         | Indien gewinnt mit 5 Wickets |   |                       |

| 16. Juni Scorecard | Taunton | England 123 (20)            | – | Pakistan 60 (16.5) |
|                    |         | England gewinnt mit 63 Runs |   |                    |

### Halbfinale
| 18. Juni Scorecard | Nottingham | Neuseeland 145-5 (20)          | – | Indien 93-9 (20) |
|                    |            | Neuseeland gewinnt mit 52 Runs |   |                  |

| 19. Juni Scorecard | London (Oval) | Australien 163-5 (20)         | – | England 165-2 (19.3) |
|                    |               | England gewinnt mit 8 Wickets |   |                      |

### Finale
| 21. Juni Scorecard | London (Lord’s) | Neuseeland 85 (20)            | – | England 86-4 (17) |
|                    |                 | England gewinnt mit 6 Wickets |   |                   |